# Voisin

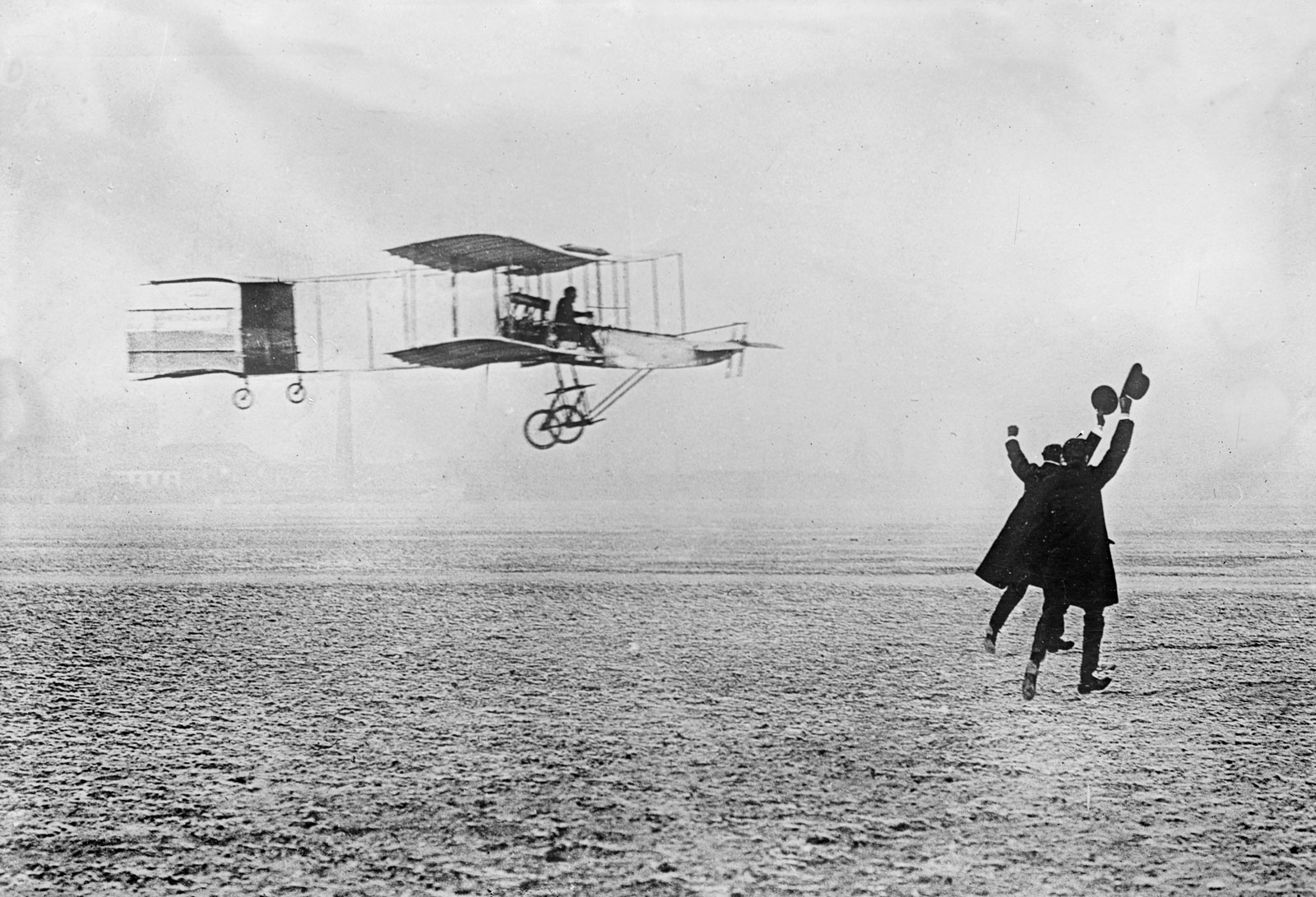
Voisin-Farman 1 completando el primer vuelo cerrado en un circuito de un kilómetro en Europa

Aéroplanes Voisin fue una empresa fabricante de aeronaves francesa establecida en 1905 por Gabriel Voisin y su hermano Charles, continuada por Gabriel después de que Charles muriera en un accidente automovilístico en 1912. El nombre oficial completo de la compañía se convirtió entonces en la Société Anonyme des Aéroplanes G. Voisin.
Durante la Primera Guerra Mundial, fue un importante productor de aviones militares, especialmente el Voisin III. Después de la guerra, Gabriel Voisin abandonó la industria de la aviación y creó una empresa para diseñar y producir automóviles de lujo, llamada Avions Voisin.

## Primeros años

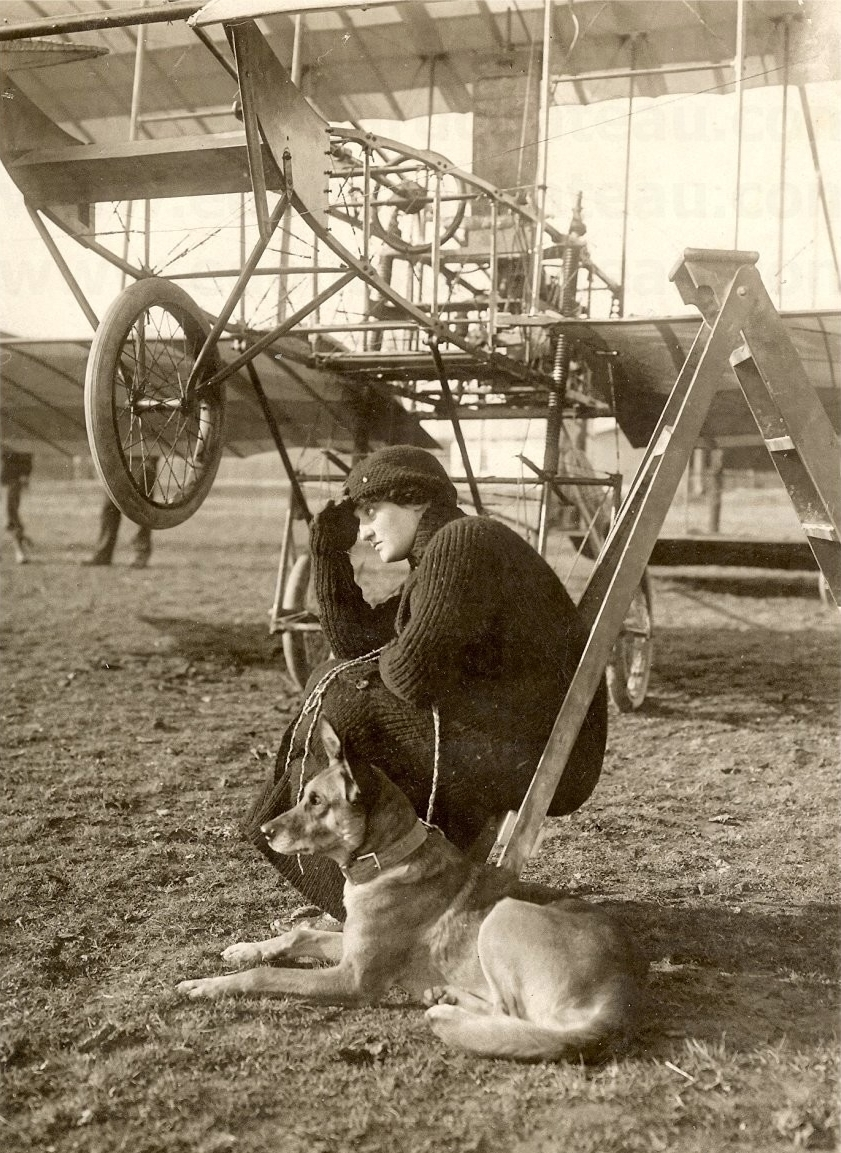
Raymonde de Laroche, que a los mandos de un Voisin fue la primera mujer en obtener una licencia de piloto

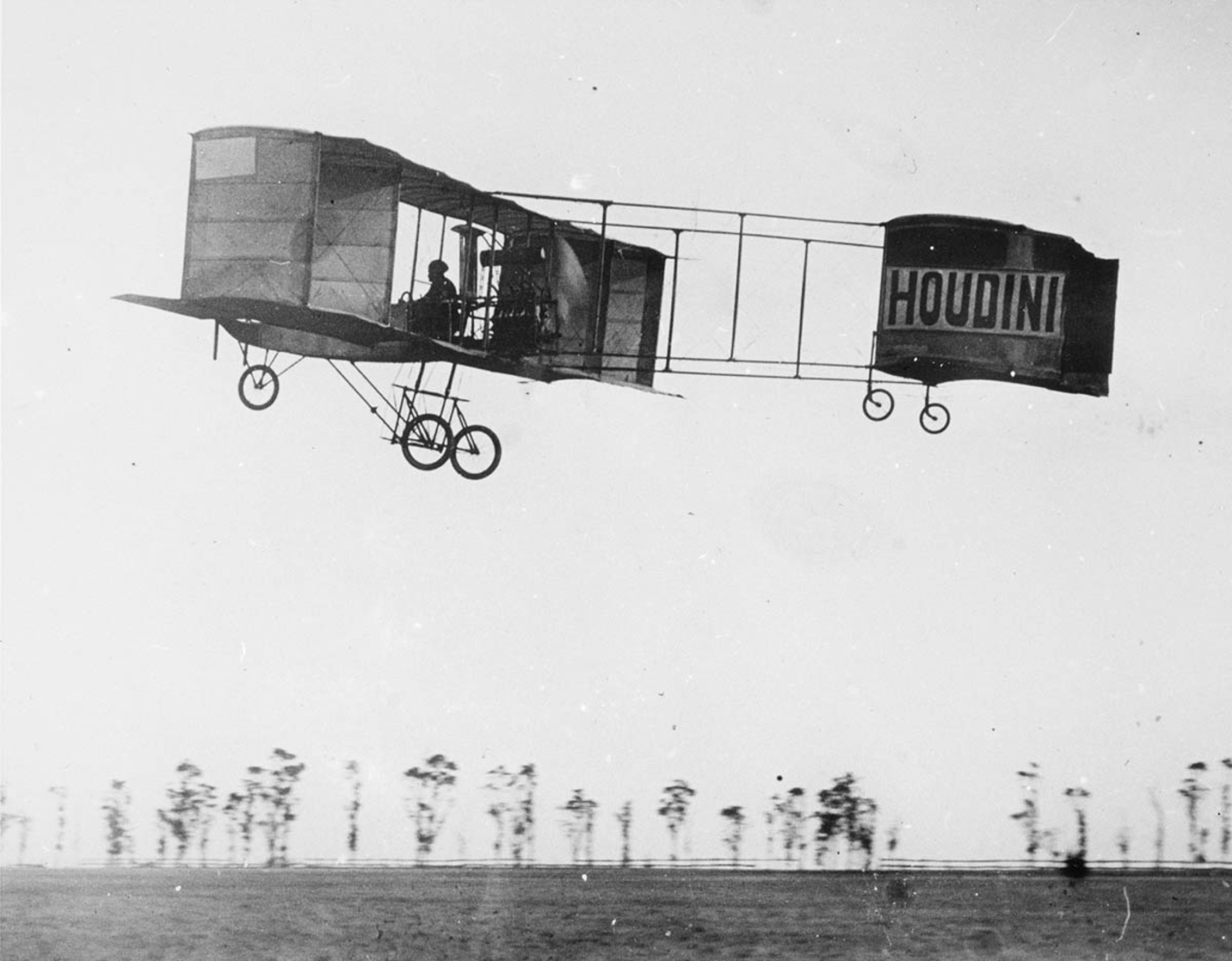
Harry Houdini en un Voisin-Farman

Gabriel Voisin había sido contratado por Ernest Archdeacon para trabajar en la construcción de planeadores, y más adelante se asoció con Louis Blériot, para formar la empresa Ateliers d' Aviation Edouard Surcouf, Blériot et Voisin en 1905. Después de un desacuerdo, Gabriel Voisin compró Blériot y el 5 de noviembre de 1906 fundó la empresa Appareils d'Aviation Les Frères Voisin con su hermano Charles La empresa, con sede en el suburbio parisino de Billancourt, fue la primera fábrica de aviones comerciales del mundo.
Creó el Voisin-Farman I, la primera aeronave más pesada que el aire tripulada de Europa capaz de realizar un vuelo controlado, circular y sostenido (de 1 km), incluido el despegue y el aterrizaje.
Después de haber aprendido a volar con un Voisin, el 8 de marzo de 1910, Raymonde de Laroche se convirtió en la primera mujer en recibir una licencia de piloto cuando el Aero-Club de Francia emitió su licencia n.º 36 de la Federación Aeronáutica Internacional.
En Sudáfrica, el 28 de diciembre de 1909, el aviador francés M. Albert Kimmerling realizó el primer vuelo tripulado de una aeronave más pesada que el aire en África, en un Voisin 1907 biplano.
Como muchas de las primeras compañías de aviones, Voisin construyó máquinas diseñadas por sus clientes, que ayudaron a respaldar sus propios experimentos. Los primeros clientes de la compañía, fueron un aficionado al vuelo apellidado Florencie, que les encargó la construcción de un ornitóptero que él había diseñado, y Henri Kapferer, para quien construyeron un biplano de configuración propulsora de su propio diseño. Este último tenía poca potencia, ya que tenía un motor Buchet de solo 20 CV, y no pudo volar. Sin embargo, Kapferer los presentó a Leon Delagrange, para quien construyeron una máquina similar, impulsada por un motor de 50 CV Antoinette. Charles Voisin realizó este primer vuelo exitoso el 30 de marzo de 1907, logrando un vuelo en línea recta de 60 m. A su vez, Delagrange los presentó a Henri Farman, quien encargó un avión idéntico. Estos dos aviones son a menudo referidos por los nombres de sus dueños como el Voisin-Delagrange No.1 y el Voisin-Farman No.1, y fueron la base de sus primeros éxitos. El 13 de enero de 1908, Farman utilizó su avión para ganar el Grand Prix de l'aviation ofrecido por Ernest Archdeacon y Henri Deutsch de la Meurthe para el primer vuelo en circuito cerrado de más de un kilómetro. Como los Hermanos Wright no habían hecho públicas las evidencias de sus propios logros, en ese momento no se les daba crédito, por lo que este se consideró un gran avance en la conquista del aire, y trajo a Voisin muchos pedidos de aviones similares. Se construirían alrededor de sesenta.

## Grandes diseños de 1907-1914

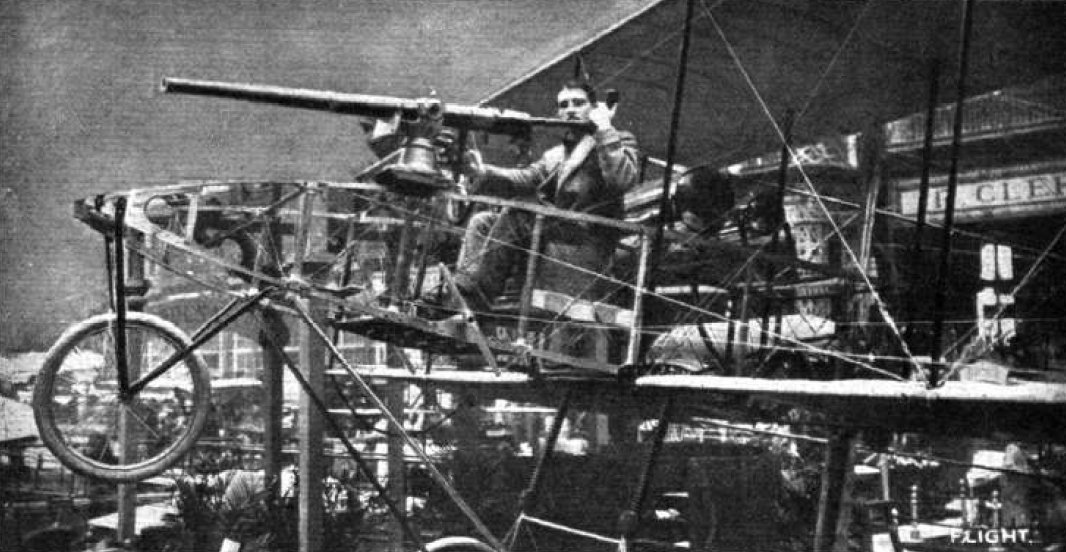
Biplano experimental de dos asientos con una metrallera para el acompañante (1910)

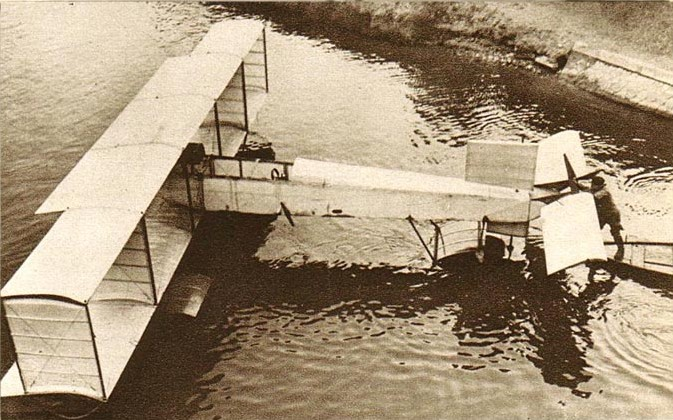
Aeroplano flotante Voisin Canard en el Sena en 1911. El morro del avión aparece a la derecha

- 1907 Voisin 1907 biplano
- 1909 Voisin Tractor[9]

Solo uno construido.
- 1910 Voisin Tipo de Carreras
- 1910 Voisin Tipo Militar
- 1910 Voisin Tipo Burdeos
- 1911 Voisin Canard

El diseño del primer avión con la hélice una hélice de empuje en la cola, posteriormente equipado con flotadores. Se vendieron ejemplares a las armadas francesa y rusa.
- 1911 Tipo Turismo
- 1912 Tipo Mónaco

Versión más pequeña del hidroavión Canard. Se construyeron dos unidades para participar en la Reunión Aérea de Mónaco de 1912
- 1912 Voisin Icare yate aéreo

Barco volador construido para Henri Deutsch de la Meurthe con un casco equipado con seis ruedas suspendido debajo de las alas.
- 1912 Voisin Tipo  L  o Voisin Tipo I & II

Se desarrolló un biplano con estructura de barras y hélice posterior para las pruebas de 1912 del Ejército Francés, que superó con éxito. Unas setenta unidades se construyeron en Francia, y un pequeño número en Rusia.
- 1913 Voisin Canon

Equipado con un tren de aterrizaje de seis ruedas, triple cola con estructura de barras desnudas y armado con un cañón Hotchkiss de 37 mm
- Tipo 1914 LA o Voisin III

Desarrollo del tipo L con detalles mejorados pero con la misma configuración general.

## Diseños de Voisin en la Primera Guerra Mundial

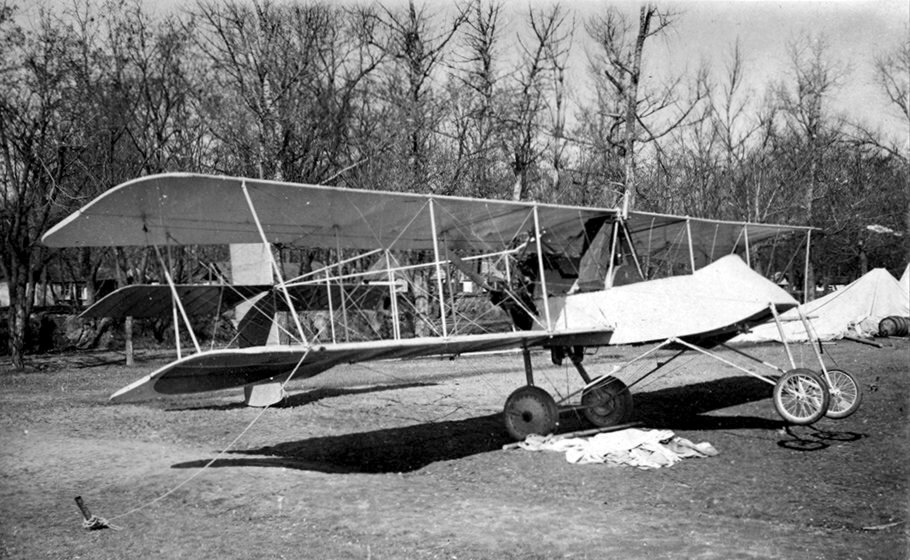
Voisin III

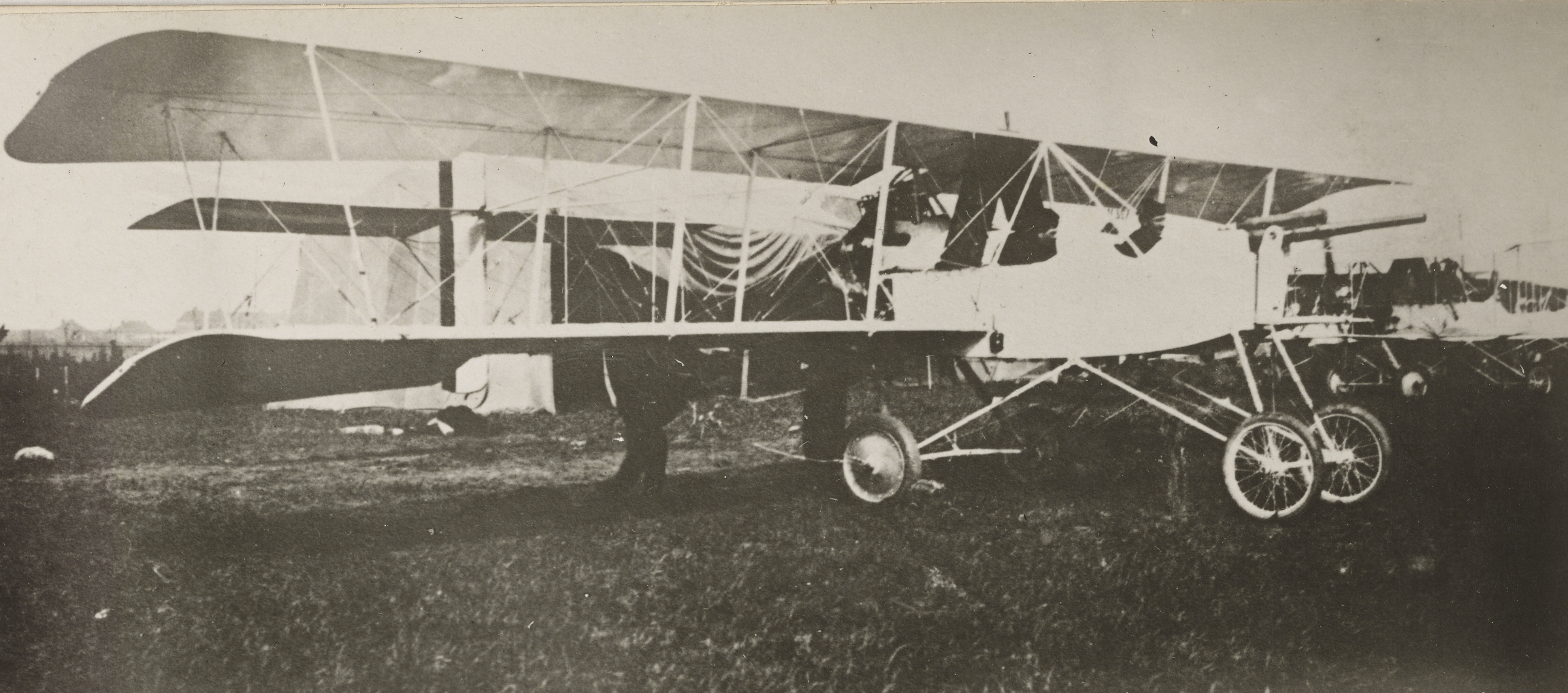
Voisin IV armado con un cañón

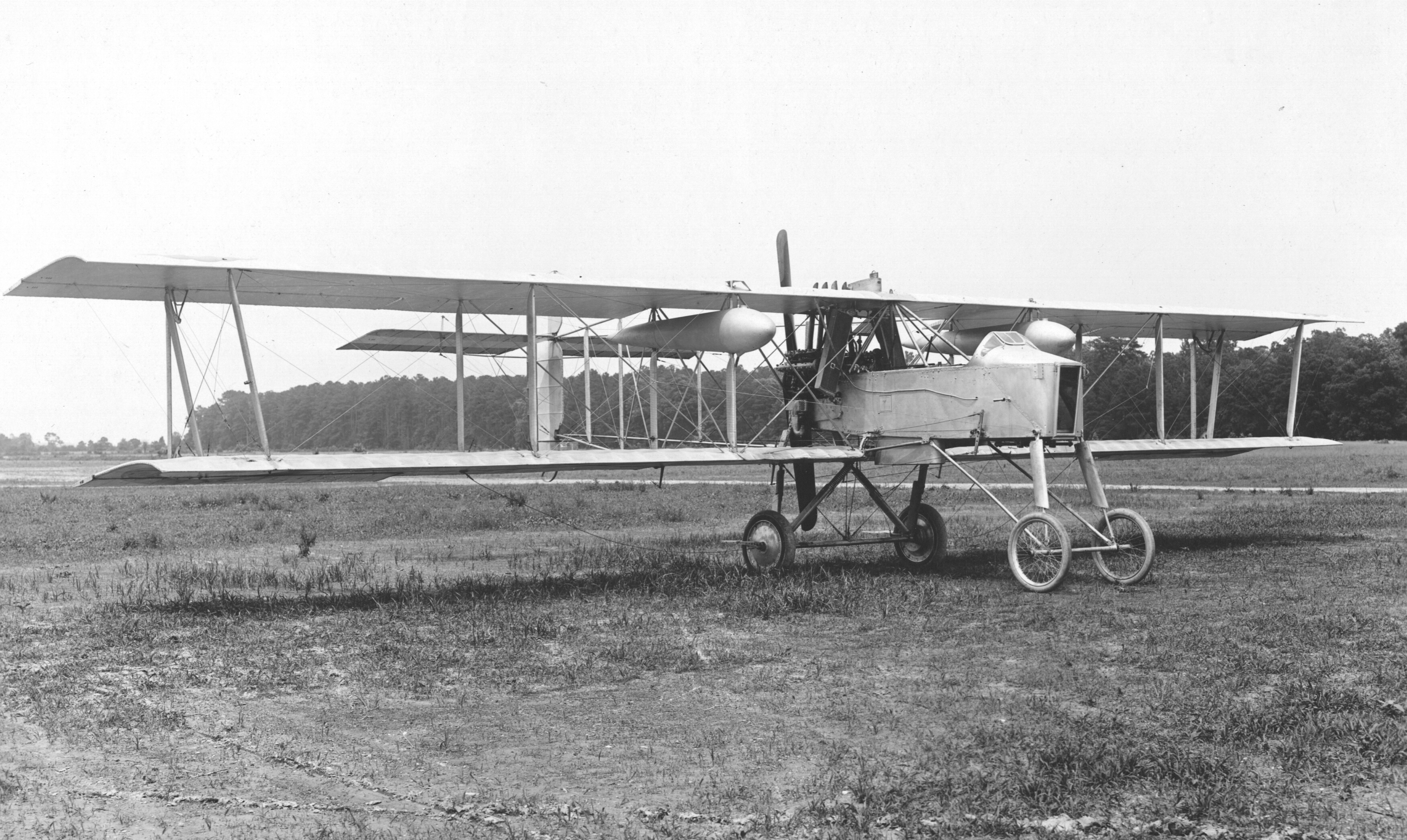
Voisin VIII en junio de 1917

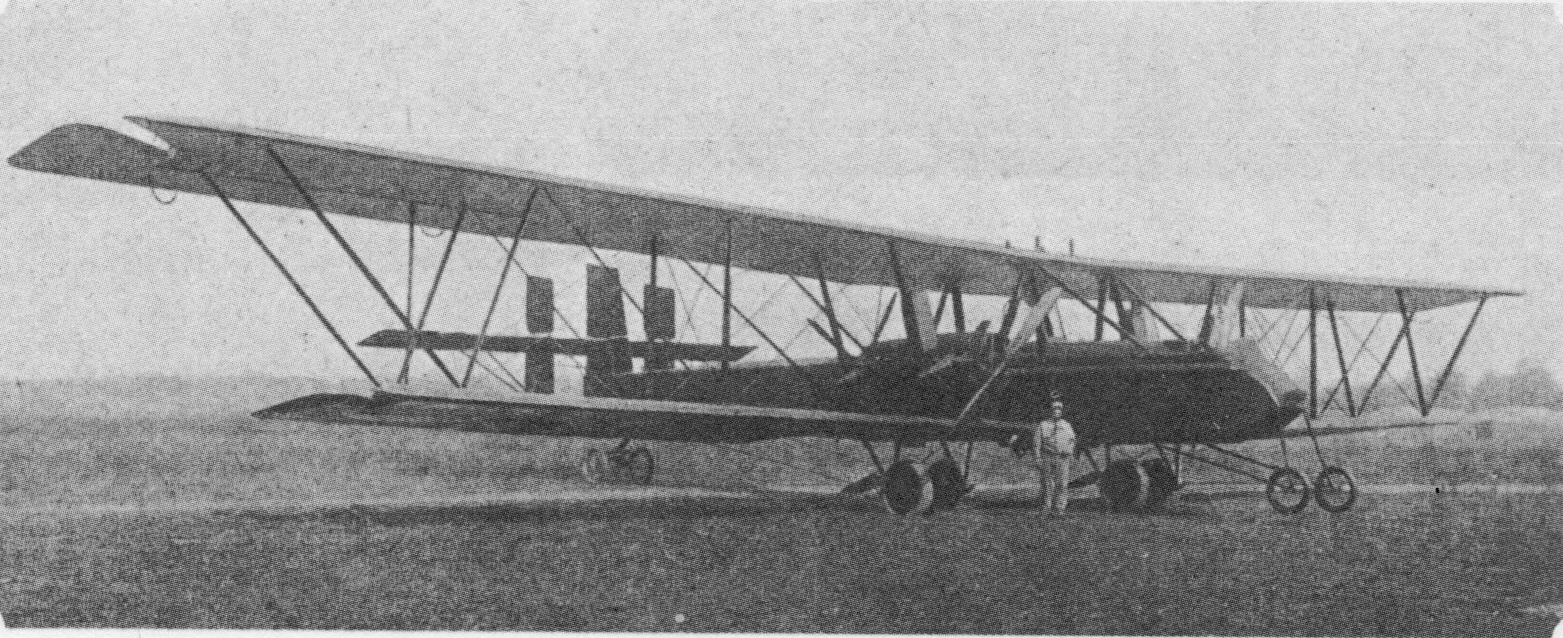
Voisin XII (1918)

La producción de los Voisin III Tipo LA y LAS aumentó con el estallido de la Primera Guerra Mundial, con ejemplos construidos bajo licencia en Italia por SIT, en Rusia por Anatra, Breshnev-Moller, Dux Lebedev y Schetinin, y en el Reino Unido por Savages de King's Lynn, con una producción que superó las 1350 unidades. Los servicios aéreos belgas y rumanos también utilizarían algunos ejemplares, y algunos incluso sobrevivieron a la guerra para ser utilizados en Ucrania y en Rusia. Poco después del inicio de la guerra, se hizo evidente que la industria de la aviación francesa no podía producir aviones en cantidad suficiente para cumplir con los requisitos militares. Los fabricantes de otros campos se convirtieron en subcontratistas de la aviación, y más tarde en constructores bajo licencia, al igual que muchos fabricantes de aviones más pequeños que no habían podido obtener pedidos para sus propios diseños. En 1918, Voisin estaba involucrada con la compañía Voisin-Lafresnaye, un importante constructor de estructuras de avión, y la compañía Voisin-Lefebvre, uno de los principales fabricantes de motores de avión.
El Voisin III fue seguido por una pequeña cantidad de los Voisin IV Tipo LB y Tipo LBS armados con un cañón de 37 mm, y fueron los únicos diseños de la época de la guerra con alas escalonadas. La letra B en las denominaciones de fábrica, indica que el fuselaje estaba equipado con un cañón, aunque algunos se retiraron una vez en servicio. La S indicaba que el motor estaba levantado (surélevé) con respecto al diseño original.
Más adelante se fabricaron unos trescientos de los aviones mejorados Voisin V Tipo LAS.
El Voisin VI Tipo LAS fue un desarrollo del modelo V, equipado con un motor Salmson radial de 155 CV, del que solo se construyeron alrededor de 50 unidades a pesar de la mejora en el rendimiento, ya que el tipo básico se consideró obsoleto.
El Tipo LC Voisin VII era más grande. En 1916 se situaron los radiadores de enfriamiento del motor hacia adelante, pero no fue un éxito, ya que tenía muy poca potencia y solo se construyó un centenar de estos aparatos.
También se construyó en 1915 el gran Voisin triplano, impulsado por cuatro motores refrigerados por agua Salmson,  con dos fuselajes superpuestos gemelos, del que no hubo pedidos, por lo que sus alas se reutilizaron en 1916 para el bombardero triplano E.28, impulsado por cuatro motores V8 Hispano-Suiza V8B de 220 CV, que tampoco recibió ningún pedido.
Ese mismo año de 1915, Voisin construyó el Tipo M, en el que el fuselaje estaba debajo del ala inferior, y el motor ocupaba un espacio entre las alas. Ni este modelo ni el modelo de fuselaje gemelo similar Tipo O tuvieron éxito.
Tras el Voisin VII vino el Voisin VIII Tipo LAP y el Tipo LBP más potente y con mayor éxito. Este fue el principal bombardero nocturno del ejército francés en 1916 y 1917, con más de mil unidades construidas.
El Voisin IX, o Tipo LC (la designación fue reutilizada), fue un desarrollo aligerado sin éxito del modelo VIII para un avión de reconocimiento, descartado frente al Salmson 2 y al Breguet 14.
El Voisin X, Tipo LAR y Tipo LBR, fue el Voisin VIII con un motor de 280 CV Renault 12Fe más fiable, más liviano y más potente, en lugar del propulsor de 220 CV Peugeot 8Aa utilizado en el VIII. Las entregas se retrasaron gravemente, pero se construyeron unos novecientos antes del final de la guerra. En 1918, se usó un Voisin X (n.º 3500) para crear el Voisin 'Aerochir' ('Ambulance'). El avión era capaz de llevar a un cirujano, junto con una mesa de operaciones y equipo de apoyo, incluida una máquina de rayos X y autoclave, al campo de batalla. Los cofres debajo del ala podían transportar 800 lb (362,9 kilogramos) de equipo. Otra versión del modelo X se convirtió en un avión no tripulado, y se voló en 1918 y nuevamente en 1923.
El Voisin XI fue un desarrollo del X impulsado por un motor de 350 CV Panhard 12Bc, con una envergadura ligeramente mayor y una serie de cambios en los detalles. Solo se construyeron unos 10 y no entró en servicio.
El diseño final de Voisin, el Voisin XII, tuvo éxito en las pruebas de 1918 para la selección de bombarderos BN2, pero con el final de la guerra, no se cursó ningún pedido. El Voisin XII fue un gran bombardero nocturno biplano de cuatro motores. Varios proyectos para bombarderos pesados según las siguientes especificaciones de bombardero (BN3/4) pudieron estar basados en el XII, equipados con motores más grandes Salmson o Hispano-Suiza, pero no fueron construidos.
En la década de 1930, Louis Voisin construyó un aeroplano, aunque no tenía conexión con Gabriel Voisin.

## Post Guerra Mundial
Después de 1918, Gabriel Voisin abandonó la industria de la aviación en favor de la construcción de automóviles con el nombre de Avions Voisin.